# Seznam československých hráčů v NHL v sezóně 1982/1983
Toto je seznam hráčů Československa a jejich statistiky v sezóně 1982/1983 NHL.

| Tým                 | Věk | Hráč              | Post | Počet zápasů | Branky | Asistence | Body | Počet zápasů v play off | Branky v play off | Asistence v play off | Body v play off |
| ------------------- | --- | ----------------- | ---- | ------------ | ------ | --------- | ---- | ----------------------- | ----------------- | -------------------- | --------------- |
| Vancouver Canucks   | 32  | Ivan Hlinka       | F    | 65           | 19     | 44        | 63   | 4                       | 1                 | 4                    | 5               |
| Toronto Maple Leafs | 23  | Miroslav Fryčer   | F    | 67           | 25     | 30        | 55   | 4                       | 2                 | 5                    | 7               |
| Washington Capitals | 31  | Milan Nový        | F    | 73           | 18     | 30        | 48   | 2                       | 0                 | 0                    | 0               |
| Vancouver Canucks   | 21  | Rick Lanz         | D    | 74           | 10     | 38        | 48   | 4                       | 2                 | 1                    | 3               |
| Philadelphia Flyers | 31  | Miroslav Dvořák   | D    | 80           | 4      | 33        | 37   | 3                       | 0                 | 1                    | 1               |
| Edmonton Oilers     | 30  | Jaroslav Pouzar   | F    | 74           | 15     | 18        | 33   | 1                       | 2                 | 0                    | 2               |
| New York Rangers    | 38  | Václav Nedomanský | F    | 57           | 14     | 17        | 31   | Ne                      |                   |                      |                 |
| Vancouver Canucks   | 32  | Jiří Bubla        | D    | 72           | 2      | 28        | 30   | 1                       | 0                 | 0                    | 0               |
| New Jersey Devils   | 21  | Jan Ludvig        | F    | 51           | 7      | 10        | 17   | Ne                      |                   |                      |                 |
| Toronto Maple Leafs | 28  | Vítězslav Ďuriš   | D    | 32           | 2      | 8         | 10   | Ne                      |                   |                      |                 |

- F = Útočník
- D = Obránce